# Bagdadspoorweg
De Bagdadspoorweg (oorspronkelijk ook de Chemin de Fer Impérial Ottoman de Baghdad (CIOB) genoemd) is een 1.600 kilometer lange spoorlijn, die tussen 1903 en 1940 in het Ottomaanse Rijk en haar opvolgende landen is aangelegd tussen Konya (tegenwoordig in Turkije) en Bagdad (tegenwoordig in Irak). Toen het Ottomaanse Rijk in 1918 werd opgedeeld was ¾ van de lijn voltooid, de resterende 400 km ten noorden van Bagdad in de nieuwe staat Irak werden in de jaren 30 van de twintigste eeuw aangelegd. Na 1918 lag minder dan de helft van de lijn in Turkije, ongeveer 150 km in Syrië en rond de 840 km in Irak.
Samen met de Anatolische spoorweg tussen Istanboel en Konya en verschillende zijlijnen in Syrië en Irak heeft het net een lengte van 3.205 km. De spoorlijn is een technisch hoogstandje en een van de moeilijkste infrastructurele projecten van begin 20e eeuw. De aftakking naar het zuiden, die als Hidjazspoorweg tegelijk werd gebouwd, kan in ruime zin als onderdeel van de Bagdadspoorweg worden gezien.

## Traject
De lijn loopt ten zuiden van Konya in het verlengde van de Anatolische spoorweg via Adana, Aleppo en Mosul tot Bagdad en vervolgens, door de verlenging naar Basra, tot aan de Perzische golf. Via de spoorlijn Damas–Hama et Prolongements werden Damascus en de Hidjazspoorweg naar Medina aangesloten en waarmee het Ottomaanse spoorwegnet zich tot ver in het zuiden van het rijk uitstrekte.
Om de lijn buiten bereik van beschietingen vanaf zee te houden werd gekozen voor een traject in het binnenland. Iskenderun werd aangesloten met een zijlijn, de hoofdlijn loopt echter niet direct naar Aleppo maar volgt een lastige route door het Nurgebergte hetgeen de bouw van een 8 km lange tunnel nodig maakte.

## Geschiedenis
De Bagdadspoorweg is aangelegd in het kader van een Duits plan om een spoorverbinding tussen Berlijn en de Perzische Golf te realiseren. Hiermee zou Duitsland de beschikking hebben over een directe toegang tot de Indische Oceaan via de Iraakse havenstad Basra, zonder gebruik te hoeven maken van het Suezkanaal dat onder Brits-Franse invloed stond. 

### Plannen
In de 19e eeuw was het Ottomaanse Rijk ten opzichte van de andere grote mogendheden in Europa achterop geraakt en had het een groot deel van de gebieden op de Balkan verloren zodat de hoofdstad Constantinopel aan de rand van het Rijk was komen te liggen. Zoals te zien was in Europa en Amerika vormden spoorwegnetten de basis voor economische voorspoed en groei. Sultan Abdulhamid II hoopte ook zijn Rijk door een spoorwegnet, als een grootschalig, doelmatig en snel vervoermiddel, economisch te ontwikkelen en politiek te stabiliseren aangezien grote troepenbewegingen in het Rijk maanden in beslag namen.
Vergelijkbare plannen waren al in de jaren 30 van de 19e eeuw door de Britse kolonel Francis Chesney onder de naam Euphrat Valley Railway op tafel gelegd. Destijds werd echter de voorkeur gegeven aan de aanleg van het Suezkanaal.
Vanaf het begin van de jaren 80 van de 19e eeuw werkte de Duitse ingenieur Wilhelm Pressel opnieuw aan plannen voor een lijn tussen de Bosporus en de Perzische Golf. Hij schreef: 
```
„Wenn die Eisenbahnen im Stande sind, die wirtschaftlichen Erzeugungskräfte und Verbrauchsfähigkeit eines Landes zu heben, so wird dies vor allem in Anatolien der Fall sein, wo noch allzuhäufig aus Mangel an Verkehrsmitteln im Innern bedeutende Fruchtmengen zugrunde gehen und weite Felder brachliegen müssen.“
[
2
]
```

(nl: Als de spoorwegen in staat zijn de economische productie en consumptie in een land te vergroten zal dit vooral in Anatolië het geval zijn, waar maar al te vaak omvangrijke oogsten wegrotten en landerijen braak liggen als gevolg van ontbrekende vervoersmiddelen.)

### Bekostiging
Het Ottomaanse Rijk was financieel sterk afhankelijk van Frankrijk aangezien grote Franse banken de zeggenschap hadden over de Banque Impériale Ottomane en de Administration de la Dette Publique Ottomane, de staatsschuldbeheerder. De Sultan wilde van deze afhankelijkheid af komen door Britse of Duitse banken de bekostiging van de Bagdadspoorweg te laten verzorgen. De Britse regering zag dit wel zitten omdat ze hiermee de Zieke man van Europa kon stabiliseren en daarmee invloed kon winnen. De ondergang van het Ottomaanse Rijk zou immers Oostenrijk-Hongarije en Rusland ten goede kunnen komen, maar de Britse banken wilden niet meedoen omdat ze het te riskant achtten.
Het Duitse Keizerrijk stond er, mede dankzij Duitse militaire adviseurs die eind 19e eeuw de Ottomaanse strijdkrachten ondersteunden, goed op in het Ottomaanse Rijk. De Duitse belangen beperkten zich tot de economie en waren, in tegenstelling tot de Britse en Franse, niet gericht op gebiedsuitbreiding zodat een Duitse inbreng minder riskant leek. Daarom moest de spoorwegbouw op voorspraak van de Verheven Porte aan een Duitse maatschappij gegund worden.
In Duitsland liepen de meningen over het project uiteen. De Deutsche Bank zag er aanvankelijk weinig in, maar was, na de vondst van grote hoeveelheden aardolie in Mesopotamië, wel geïnteresseerd in het rendement van de spoorlijn en de opbrengsten van de grondstoffen. De Duitse regering en in het bijzonder het ministerie van Buitenlandse zaken hoopten door het project invloed te winnen in het door Britse en Franse belangen beheerste gebied. Bovendien was dit een prestigeproject voor het buitenlandse beleid van Duitsland dat op dat moment ver achterliep op de eigen doelstellingen. Keizer Wilhelm II maakte zich persoonlijk sterk van de aanleg van de lijn en stuurde bij iedere oplevering van een deeltraject een tweetalig gelukstelegram aan de bouwvakkers.
Tegelijk moest de spoorlijn nieuwe afzetmarkten voor Duitse producten openen waarmee Duitsland een directe concurrent voor Frankrijk en vooral het Verenigd Koninkrijk werd.
Hoewel de Bagdadspoorweg en de militaire adviseurs de onderlinge betrekkingen intensiveerden wat uiteindelijk resulteerde in de aansluiting van het Ottomaanse Rijk bij de Centrale mogendheden tijdens de Eerste Wereldoorlog bleef de verantwoordelijke directeur van de Deutsche Bank, Georg von Siemens, die zich door de diplomatie en politiek gedwongen zag, zeer kritisch:
```
Die anatolische Bahn wird ja augenblicklich von der deutschen Presse, welche sonst so wenig hat, in den Himmel gehoben. Aber als Geschäft? Du lieber Himmel! Da bleibt sie immer eine Nebensache, wie der Klub der Harmlosen. Mir persönlich war diese Bahn recht nützlich, weil seit dieser Zeit die Leute angefangen haben, an mich zu glauben, und das ist nützlich, wenn man ernsthaft große Dinge verfolgt, aber diese Bahn selbst ist nur ein toter Strang und die Begeisterung Seiner Majestät für Mesopotamien ist ohne tieferen Wert für die deutschen Interessen.
[
5
]
```

In 1889 werd onder leiding van Siemens de Anatolische Eisenbahngesellschaft opgericht met Duitse- en Oostenrijkse bedrijven, zoals Philipp Holzmann, Krupp AG, Borsig en Lokomotiven- und Maschinenfabrik J.A. Maffei, als aandeelhouders. Deze bedrijven leverden ook de materialen en uitrusting voor de nieuwe spoorlijn die van Constantinopel via Ankara naar Konya gingen.
De benoeming van een nieuwe Duitse ambassadeur in Constantinopel, Adolf Marschall von Bieberstein, in 1897 betekende ook het begin van een nieuwe fase van het Duitse beleid in het Midden-Oosten. Hij slaagde erin om een bezoek van de Duitse Keizer aan Constantinopel te organiseren in het jaar na zijn aantreden. De Sultan bood tijdens de receptie op de Duitse ambassade aan om de concessie voor de bouw van de lijn tot Bagdad aan de Deutsche Bank te gunnen waarmee de Keizer blij verrast instemde. Georg von Siemens raakte hierdoor in een lastig parket want bij een weigering zou hij uit de gunst van de Keizer kunnen vallen. Hij besloot het project voort te zetten en werd daarvoor later wegens zijn grote verdiensten voor de Ottomaanse spoorwegen door de Keizer in de adelstand verheven.
In de concessie voor de spoorlijn Eskişehir–Konya van de Anatolische spoorweg van 15 februari 1893 werd, voorzichtig gezegd, al gerept van een verlenging naar Bagdad. De spoorlijn was op 31 december 1892 gereed tot Ankara en op 29 juli 1896 werd de treindienst op de tak naar Konya gestart. In 1899 werd de voorlopige overeenkomst tussen het Ottomaanse Rijk en de Deutsche Bank voor de bouw van de Bagdadspoorweg tussen Konya en Bagdad ondertekend.
Nadat de voorlopige concessie was verstrekt ging Siemens op zoek naar banken van andere landen die in het project wilden stappen. De Britse banken waren nog altijd niet geïnteresseerd en verschillende banken uit New York wezen de voorstellen af. Uiteindelijk kon Siemens de Franse Banque Impériale Ottomane en meerdere Oostenrijk-Hongaarse en Italiaanse banken binnenhalen.
De Duitse minister van buitenlandse zaken, Adolf Marschall von Bieberstein, zag dit met lede ogen aan. Immers het Ottomaanse Rijk stond in ruil de ontginningsrechten, voor met name olie- en gasvelden, af in een corridor van 20 km aan weerszijden van de spoorlijn. Oostenrijk-Hongarije had destijds al een olieraffinaderij in Floridsdorf bei Wenen.
Op 5 maart 1903 werd de definitieve concessie met een looptijd van 99 jaar door het Ottamaansee Rijk verleend aan de Anatolische spoorwegmaatschappij . Hierbij werd Basra als oostelijk eindpunt vastgelegd, met de mogelijkheid voor een later te bepalen plaats aan de Perzische Golf. Op 13 april 1903 volgde de oprichting van de Sociéte Impériale du Chemin de fer de Bagdad onder leiding van de Deutsche Bank. De aandelen waren als volgt verdeeld;
- Deutsche Bank (40 %).
- Banque Impériale Ottomane (30 %).
- Anatolische spoorwegmaatschappij (10 %).
- Wiener Bankverein (7,5 %).
- Schweizerische Kreditanstalt (7,5 %).
- Banca Commerciale Italiana (5 %).

Uiteindelijk werd het project grotendeels bekostigd door Turkse staatsobligaties die door de Deutsche Bank op de markt gebracht werden. De eerste tranche uit 1904 had een waarde van 54 miljoen Franse Frank, de tweede uit 1910 108 miljoen Franse Frank en de derde uit 1912 60 miljoen Franse Frank.
Na de Eerste Wereldoorlog plaatste de Deutsche Bank haar aandelen bij een Zwitserse bank om te voorkomen dat ze in handen van de overwinnaars zouden vallen.

### Aanleg
In 1899 werd begonnen met onderzoek voor de bouw en de exacte ligging met expedities ter plaatse. Omdat het traject grotendeels door ongerepte natuur en nog niet wetenschappelijk onderzocht gebied liep werden tijdens de bouw belangrijke archeologische, botanische en zoölogische ontdekkingen gedaan.
Op 27 juli 1903 begonnen de werkzaamheden met een geplande bouwtijd van 10 jaar. Het leeuwendeel van de bouw werd uitgevoerd door Duitse bedrijven, met name aannemer Philipp Holzmann AG, die de bouwleiding in handen gaf van architect J.A. Otto Riese, voorzitter van de bedrijfsleiding. Philipp Holzmann AG bouwde naast het traject zelf ook vele haltes en vooral de grote stations. De spoorstaven werden geleverd door Friedrich Krupp AG en de locomotieven door Borsig, Cail, Hanomag, Henschel en Lokomotiven- und Maschinenfabrik J.A. Maffei.
Bij de bouw van de lijn waren van tijd tot tijd meer dan 35.000 arbeiders onder veelal extreme en gevaarlijke omstandigheden aan het werk. “De spoorlijn staat voor het leed van Armeense dwangarbeiders” De ingenieurs, zoals Heinrich August Meißner, stuitten vooral in bergachtig terrein op aanzienlijke problemen en daarmee op grote uitdagingen. De doorsteek van het Nurgebergte en het Taurusgebergte in klein Azië zijn de grootste prestaties op de lijn.
De lijn door het Taurusgebergte bereikt een hoogte van 1478 m bij Kardeşgediği waar de lijnen uit Konya en Ankara samenkomen ongeveer 2 km ten noorden van Ulukışla. Voor het traject door de cilicische poort, de pas door het Taurusgebergte ten zuiden van Ulukışla, werden 37 tunnels met een gezamenlijke lengte van 20 km, door middel van explosieven in de rotsen gerealiseerd en zijn er meerdere bruggen, waaronder het Vardaviaduct, gebouwd. Het dorp Karapinar, waar een nederzetting voor spoorarbeiders verrees, kreeg tijdens de aanleg de naam Belemedik. In 1908 reisde de Duitse veldslagschilder Theodor Rocholl af naar het gebied en maakte in opdracht van de Deutsche Bank schilderijen van verschillende bouwplaatsen.
De bouw lag tussen 1904 en 1910 stil als gevolg van de revolutie van de Jonge Turken en de daarmee gepaard gaande gewijzigde machtsverhoudingen. In 1911 werd het deel tussen Bagdad en Basra geschrapt en werd een concessie voor de spoorlijn Toprakkale – İskenderun toegevoegd. In 1912 werd onder leiding van Meißner in Bagdad begonnen met de aanleg van het deel ten noorden van Bagdad. Verder dan Samarra kwam de lijn de meer tijdens de Eerste Wereloorlog. De 542 km tussen Bagdad en Basra werden tussen 1916 en 1924 door de Britten gelegd met meterspoor.

## Politieke gevolgen
De spoorlijn zou bij een verlenging ten oosten van Bagdad de snelste en doelmatigste verbinding tussen Europa en India vormen. Juist hierom werd de lijn een zwaarte punt van het Midden-Oosten beleid van de Europese grootmachten, hetgeen nog versterkt werd door de Duitse propaganda die de lijn als Berlijn-Bagdad lijn bestempelde.
Het project betekende voor het Verenigd Koninkrijk, Frankrijk en Rusland toenemende concurrentie in het Midden Oosten. Het Verenigd Koninkrijk bekeek de ontwikkelingen met argwaan aangezien het Duitse Rijk hiermee makkelijk een snelle toegang zou hebben tot gebieden in de buurt van Brits Indië en het zou een Duitse militaire basis aan de Perzische Golf mogelijk maken. De voltooiing van de lijn zou ook Duitse slagkracht in de Arabische gebieden verhogen.
De Bagdadspoorweg was tegelijk een concurrent voor het door de Britten beheerste Suezkanaal en de Russische spoorwegprojecten in Iran. Zodoende zorgde de lijn enerzijds voor een toenadering tussen het Verenigd Koninkrijk, Frankrijk en Rusland, anderzijds voor toenemende spanningen tussen Duitsland en de omliggende mogendheden. Pogingen om het Verenigd Koninkrijk bij het project te betrekken mislukten aanvankelijk omdat de publieke opinie zich stoorde aan de uitbouw van de Duitse marine. Na het afhaken van de Franse financiers kort voor de Eerste Wereldoorlog kwam er op 15 juni 1914 alsnog overeenstemming met de Britten toen die ook in de raad van commissarissen  zouden komen, dit was echter te laat om nog effect te hebben.

## Opening
De Bagdadspoorweg werd in deeltrajecten in gebruik genomen, zie hiervoor onderstaand overzicht:
| Deel                                     | Lengte (km) | Geopend          | Opmerkingen                                         |
| ---------------------------------------- | ----------- | ---------------- | --------------------------------------------------- |
| Konya–Bulgurlu                           | 200         | 25 oktober 1904  |                                                     |
| Bulgurlu–Ulukışla                        | 38          | 1 juli 1911      |                                                     |
| Ulukışla–Belemedik (voorheen: Karapınar) | 53          | 21 december 1912 |                                                     |
| Belemedik–Durak                          | 37          | 9 oktober 1918   | Tunnel door het Taurusgebergte                      |
| Durak–Yenice                             | 18          | 27 april 1912    |                                                     |
| Yenice–Adana                             | 24          | 1886             | Onderdeel van de lijn Mersin–Adana                  |
| Adana–Toprakkale–Mamure                  | 97          | 27 april 1912    | Zijlijn naar İskenderun, geopend op 1 november 1913 |
| Mamure–İslahiye                          | 54          | 1 augustus 1917  | Pas over het Nurgebergte                            |
| İslahiye–Radschu                         | 46          | 19 oktober 1915  |                                                     |
| Radschu–Muslimiyya–Dscharablus           | 188         | 15 december 1912 |                                                     |
| Muslimiyya–Aleppo                        | 15          | 15 december 1912 |                                                     |
| Dscharablus–Tel Abyad                    | 101         | 11 juli 1914     |                                                     |
| Tel Abyad–at-Tu'aim                      | 62          | 1 juni 1915      |                                                     |
| at-Tu'aim–Rasulain                       | 41          | 23 juli 1915     |                                                     |
| Rasulain–Darbiziyya                      | 61          | februari 1917    |                                                     |
| Darbiziyya–Nusaybin                      | 59          | 30 juni 1918     |                                                     |
| Nusaybin–Tel Ziwan                       |             | 1933             |                                                     |
| Tel Ziwan–Tel Kotschek                   |             | 2 mei 1935       | Nusaybin–Tel Kotschek samen 82 km                   |
| Tel Kotschek–Samarra                     | 384         | 15 juli 1940     | Sommige deeltrajecten al eerder.                    |
| Samarra–Istabulat                        | 21          | 7 oktober 1914   |                                                     |
| Istabulat–Sumika                         | 37          | 27 augustus 1914 |                                                     |
| Sumika–Bagdad                            | 61          | 2 juni 1914      |                                                     |

## Eerste Wereldoorlog
Financiële en politieke onrust alsmede technische problemen, vooral bij de tunnelbouw in het Taurusgebergte, vertraagden de bouw voorafgaand aan de Eerste Wereldoorlog. Toen het Ottomaanse Rijk aan de oorlog ging meedoen aan de zijde van de centrale mogendheden werd de bouw aangezwengeld uit militair-strategische overwegingen.
Vervoer tussen Istanboel en Syrië over de Middellandse Zee was door de Britse macht op zee niet mogelijk.
Voor Duitsland speelde de spoorlijn een belangrijke rol bij de oorlogsvoering omdat ze zich door de  lijn onafhankelijk zou kunnen maken van olie import uit de Verenigde Staten. In geval van een blokkade zou het wegvallen van olieleveranties beslissend kunnen zijn. Voor het Ottomaanse Rijk was de spoorlijn beslissend voor de oorlogsvoering omdat alleen op deze manier het zuidelijke front van voldoende manschappen en bevoorrading kon worden voorzien om Arabische opstandelingen te bestrijden.
In 1914 was pas 1094 km gereed, de ontbrekende stukken, met name de tunnel door het Taurusgebergte, werden met veldspoor met een spoorwijdte van 600 mm overbrugd, hetgeen betekende dat de goederen steeds overgeladen moesten worden.
Vanaf oktober 1915 werd de spoorlijn onderdeel van de Armeense genocide toen ze werd gebruikt om Armeniërs vanuit hun woongebied af te voeren naar de Syrische woestijn. Door de verdrijving van Armeense vaklieden en arbeiders liep de bouw vertraging op en ook de Armeense artsen werden gemist in de gezondheidszorg.

## Nasleep van de oorlog
In 1918 waren de delen van de spoorlijn tussen  Istanbul und Nusaybin en tussen Bagdad en Samarra, samen goed voor 2000 km, gereed. Het oorspronkelijke plan was dat de bouwploegen vanuit het westen en die vanuit het zuiden elkaar zouden ontmoeten bij Nusaybin en daar beide delen op elkaar zouden aansluiten. Tijdens de oorlog waren delen van het spoorwegnet verwoest. De spoorlijn kwam overeenkomstig de grenzen van de Franse en de Britse bezettingszone in handen van de respectievelijke besturen. In 1920 nam de Kemalistische regering delen van de lijn  over van het Britse militaire bestuur.
Na de Eerste Wereldoorlog werd de landkaart opnieuw ingedeeld. Het Ottomaanse Rijk werd opgedeeld en op 29 oktober 1923 riep Mustafa Kemal Atatürk de Turkse Republiek uit. De Bagdadspoorweg lag nu in drie nieuwe landen, Turkije, Syrië en Irak, en werd daarom vooralsnog niet afgebouwd. Het ontbrekende deel bedroeg ongeveer 485 Km waarvan al op 135 Km sporen gelegd waren. Op delen waar nog geen treinverkeer was moesten reizigers overstappen op bussen of ezelskarren. 

### Franse bezettingszone
De Franse bezettingsmacht richtte voor de normaalspoorlijnen in haar zone in Turkije en Syrië, voor zover die geen eigendom waren van de Chemins de fer Damas–Hama et Prolongements (D.H.P.), de  Société du Chemin de fer Cilicie – Nord Syrie op. Op 20 oktober 1921 gingen de vervoersrechten van de Bagdadbahn tussen Pozantı in het Taurusgebergte en Nusaybin (821 km), alsmede die van de zijlijnen naar Mersin (49 km), İskenderun (59,6 km) en Mardin (25 km) op grond van het Verdrag van Ankara over op de nieuwe spoorwegmaatschappij. Kort daarop werd de naam gewijzigd in Société d’Exploitation des Chemins de fer Bozanti – Alep – Nissibie et Prolongements (BANP).

### Turkije
Tijdens de Turkse Onafhankelijkheidsoorlog werd de grens tussen Turkije en Syrië vastgelegd op de zuidrand van de bedding van de Bagdadspoorweg tussen Karkamış (Dscharablus) en Nusaybin hetgeen werd geformaliseerd in 1923 in het Verdrag van Lausanne. De stationsgebouwen langs dit deel lagen allemaal aan de zuidkant van het spoor en waren genoemd naar de plaatsen die inmiddels in Syrië lagen. Turkije dat de spoorlijn zelf op haar grondgebied kreeg bouwde nieuwe stationsgebouwen aan de noordkant en noemde die vervolgens naar plaatsen die inmiddels in Turkije lagen;
- Karkamış (Dscharablus)
- Akçakale (Tel Abyad)
- Sayalı (at-Tu'aim)
- Ceylanpınar (Ras al-Ain)

Voor de treindienst resulteerde de nieuwe grens in de onbevredigende situatie dat binnenlands verkeer tussen İslahiye / Meydan Ekbaz en Achterin / Çobanbey als transit door Syrië moest. Toch duurde het nog bijna 40 jaar voordat een alternatieve route aan de Turkse kant van de grens gereed was. Deze werd aangelegd in drie stappen;
- 1929: Fevzipaşa–Narlı–Gölbaşı (138 km)
- 1935: Narlı–Gaziantep (84 km)
- 1960: Gaziantep–Karkamış (91 km)

Op 22 april 1924 werd wetsvoorstel 506 aangenomen waarmee Turkije besloot om de Anatolische spoorwegmaatschappij terug te kopen. Op 24 mei 1924 werd deze samen met de Bagdadspoorweg tot Yenice onder overheidsbestuur geplaatst. Op 23 mei 1927 werd het geheel ondergebracht in de rechtsvoorganger van de  Türkiye Cumhuriyeti Devlet Demiryolları (TCDD), die in 1933 ook het spoor tussen Adana–Fevzipaşa overnam, de BANP werd op 1 juli 1933 geliquideerd. 
Voor het deel van de Bagdadspoorweg ten oosten van Çobanbey werd de BANP vervangen door de Turkse Cenup Demiryolları, de bedrijfsvoering aldaar werd uitbesteed aan de DHP. Het duurde nog tot 1948 voordat de lijn tussen Çobanbey en Nusaybin werd genationaliseerd.

### Irak
Irak kocht op 31 maart 1936 voor 494.000 GBP de spoorlijnen op haar grondgebied van het Verenigd Koninkrijk.

## Voltooiing en verlenging
In 1926 kreeg de Compagnie Internationale des Wagons-Lits een 50 jarige concessie voor de reizigersdienst met luxetreinen in Turkije. De Taurus Express (Toros Ekspresi) kwam op 15 februari 1930 in dienst. Reizigers konden aanvankelijk echter niet rechtstreeks tussen Istanbul en Bagdad reizen, maar moesten tussen Nusyabin en later Tel Kotchek (de grensovergang tussen Syrië en Irak) en Kirkuk per auto reizen.
Pas in 1936 begonnen Syrië en Irak met de aanleg van het ontbrekende stuk en met de verdere bouw van de spoorlijn werd ook de treindienst verlengd. Op 15 juli 1940, 52 jaar na de concessie, was de spoorlijn tussen Konya en Bagdad gereed en op 17 juli 1940 kon de Taurus Express, bestaande uit slaaprijtuigen van de CIWL en zitrijtuigen van de betrokken spoorwegmaatschappijen, met name de TCDD, voor het eerst een doorgaande dienst onderhouden.
In 1964 werd het normaalspoor alsnog verlengd naar de Zuid-Iraakse havenstad Basra zodat de Bagdadspoorweg de Bosporus verbond met de Perzische Golf. De Britse spoorlijn met meterspoor werd in 1968 gesloten. Door de politieke spanningen tussen Turkije, Syrië en Irak was een geregelde treindienst echter een zeldzaamheid. Ook de opkomst van andere vervoersmiddelen betekende al kort na de voltooiing dat het strategische en economische belang van de lijn snel afnam.

## Latere ontwikkelingen

### Technische staat
Het grootste deel van de lijn is berijdbaar en de stations zijn goeddeels in originele staat. De toestand in Irak wisselt, in 2006 werden de sporen in Irak als in bedrijf aangegeven op de diagrammen. Door de onveilige situatie in Irak is de hele spoorlijn lange tijd buiten gebruik geweest. Sinds 2014 rijden tussen Bagdad en Basra wel weer treinen.
Het deeltraject (İskenderun–) Toprakkale–Narlı (–Malatya–Divriği) is ten behoeve van de zware ertstreinen geëlektrificeerd. 

### Treinverkeer

#### Taurus Express
In 1972 staakte de CIWL haar diensten met eigen slaaprijtuigen zo ook in Turkije in de Taurus Express, de TCDD nam de treindienst over. In verband met politieke spanningen reed de trein sinds 1982 alleen nog als binnenlandse trein tussen Istanbul en Gaziantep, echter met een keer per week een koerswagen naar Aleppo in Syrië. Op 16 februari 2010 werd de dienst van Mosul naar Gaziantep hervat en vanaf 18 februari 2010 ging ook de dienst in tegengestelde richting weer van start. Na het begin van de burgeroorlog in Syrië werden de treindiensten tussen Turkije en Syrië en Irak gestaakt.

#### Overig verkeer
In 2002 sloten de Turkse en Iraakse spoorwegen een overenkomst voor de hervatting van de rechtstreekse verbinding tussen Istanboel en Bagdad. De uitvoering van de plannen werd echter door de Irakoorlog verhinderd en na een korte periode in 2010 gooide de Syrische Burgeroorlog roet in het eten. Voor het begin van die laatste op 15 maart 2011 was de situatie als volgt:
- De grensovergang İslahiye/Meydan Ekbaz werd zowel door goederentreinen als 1× per week door de reizigerstrein Teheran–Van–Damascus gebruikt.
- De grensovergang Çobanbey/Achterin was sinds 22. december 2009 na een onderbreking van 30 jaar weer geopend. De reizigersdienst werd hier op 8 januari 2010 hervat met twee retour ritten per week tussen Aleppo en Gaziantep.[18]
- De grensovergang Nusaybin/Qamischli was na deccenia midden februari 2010 heropend. Hier reden goederen treinen tussen Gaziantep en Mosul via Syrië.[19] De hervatting van het personen verkeer was echter van korte duur en werd al op 18 maart 2010 gestaakt.[20]
- De grensovergang al-Yarubiyya/Tel al-Uwainat tussen Syrië en Irak werd door goederen verkeer gebruikt.

Enige tijd reden er koerswagens tussen Istanboel en Aleppo die, in tegenstelling tot de dienstregeling nooit doorreden tot Damascus. Als vervanging reed twee maal per week een koerswagen tussen Mersin en Aleppo via Adana. De dienstregeling is op de Taurus Express afgestemt. In geval van een stipte aankomst van de Taurus Express uit Istanboel moest men rekenen op een wachttijd van 5 uur in Adana.

#### Hogesnelheidslijn
Voor de deeltrajecten Konya–Karaman en Adana–Toprakkale bestaan plannen voor de ombouw tot hogesnelheidslijn.

## Agatha Christie
Een reizigster op de Bagdadspoorweg was Agatha Christie. Zij reed in 1928 en 1930 uit Groot Brittannië met de Orient-Express naar Istanboel en met de Taurus-Express verder naar Syrië, waar haar man, de archeoloog Max Mallowan, de leiding over de opgravingen had. Haar belevenissen tekende ze op in haar autobiografie Come, tell me how you live die in 1946 verscheen. De bekende roman Moord in de Oriënt-Expres begint met het vertrek van de Taurus Express uit Aleppo.

## Galerij

Bagdadspoorweg
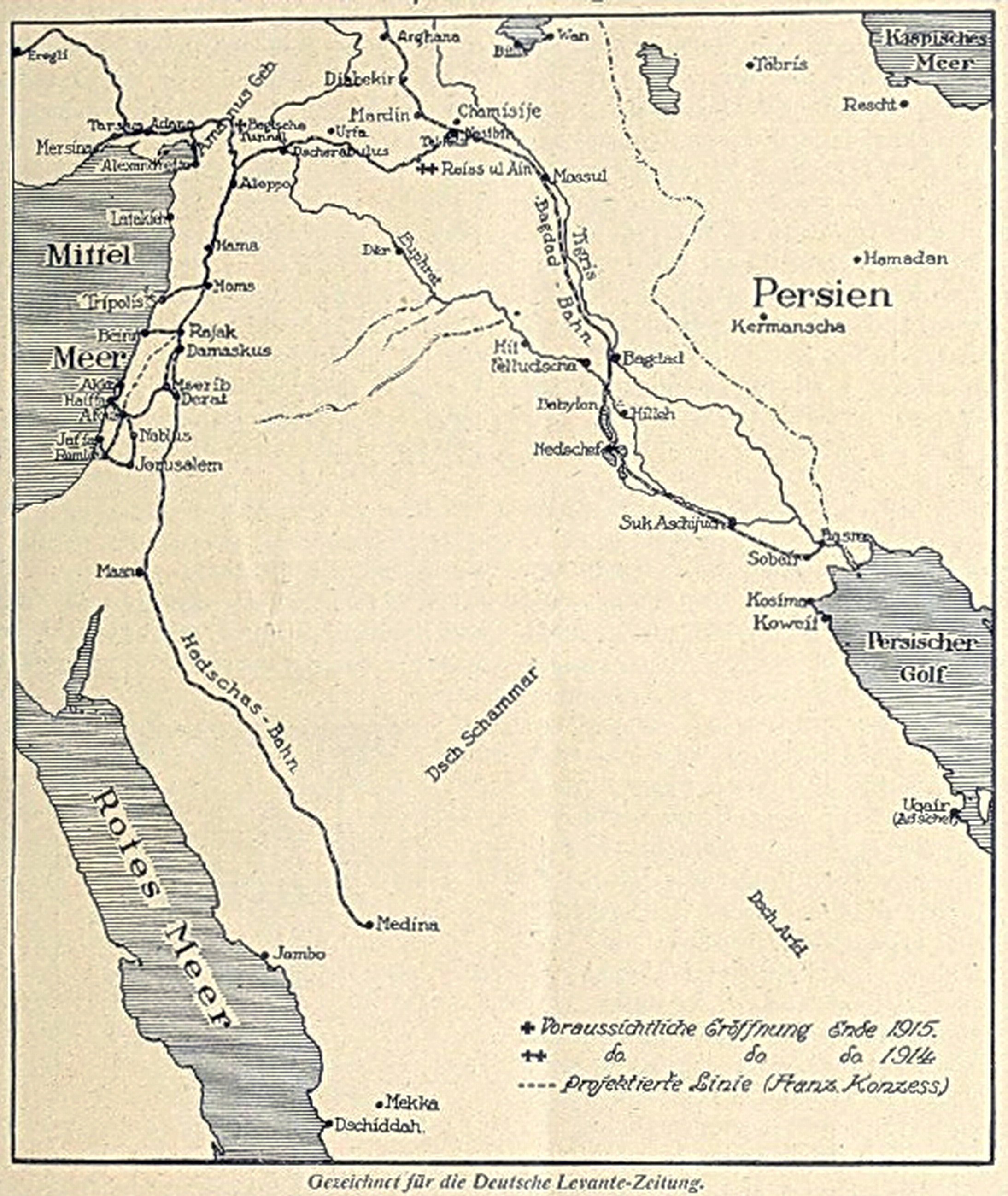
Bagdadspoorweg en de concurrerende Franse spoorlijn in 1911.
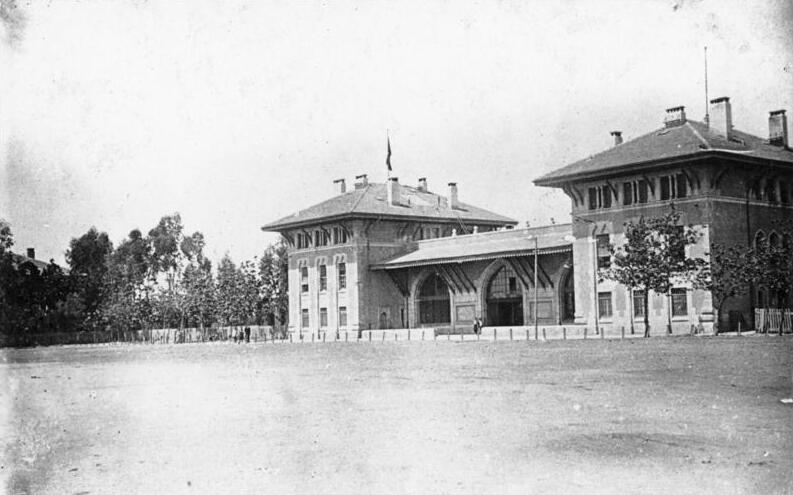
Station van Adana in 1913.
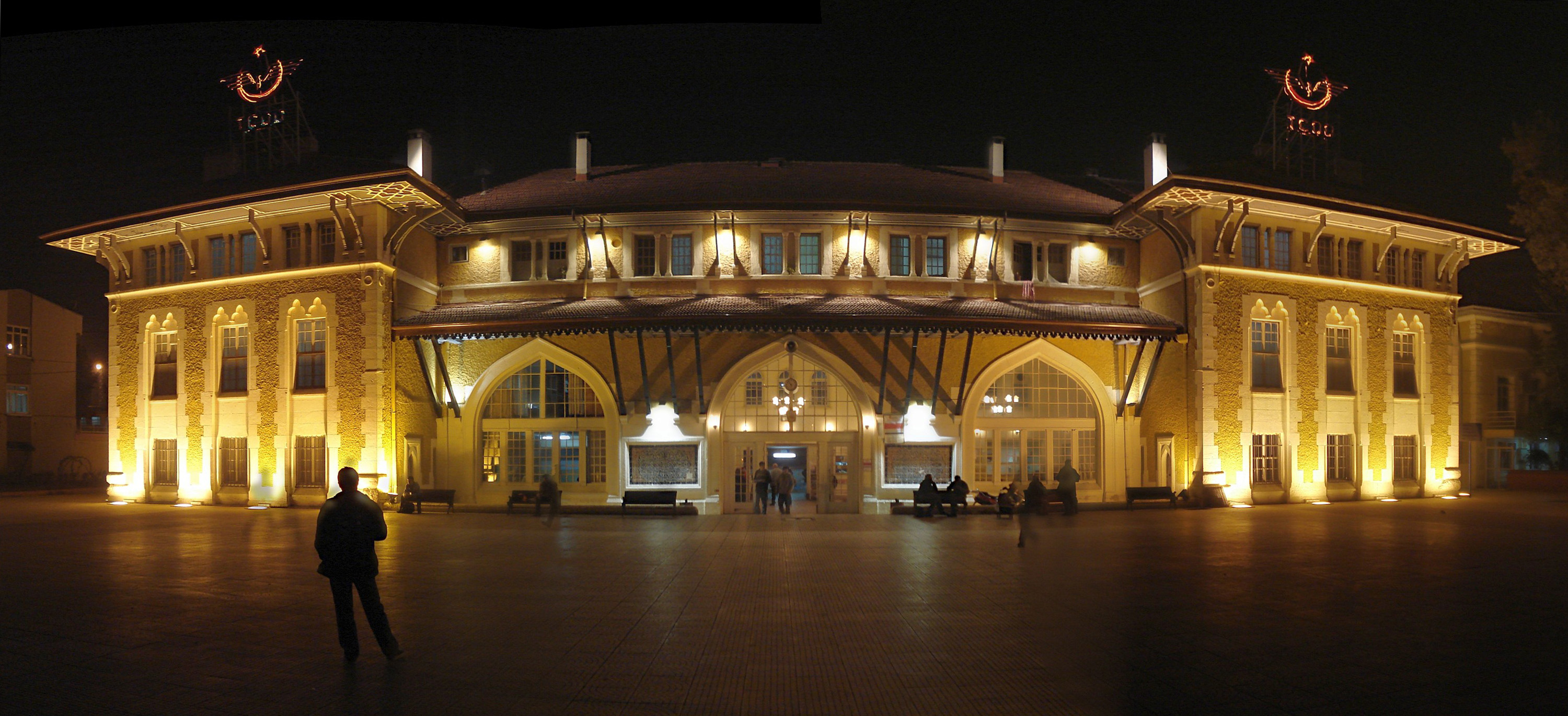
Station van Adana
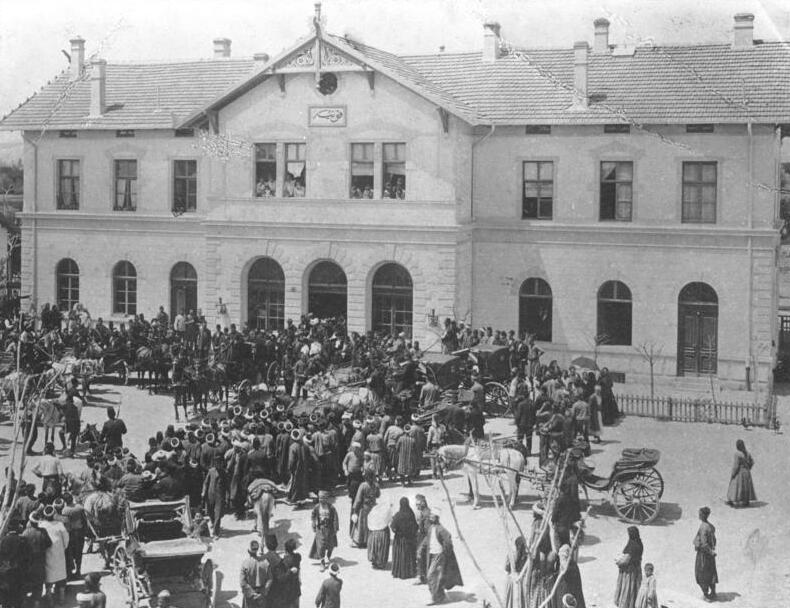
Receptie van de Duitse ambassadeur ter gelegenheid van de opening van het eerste deeltraject op 21 juni 1904.
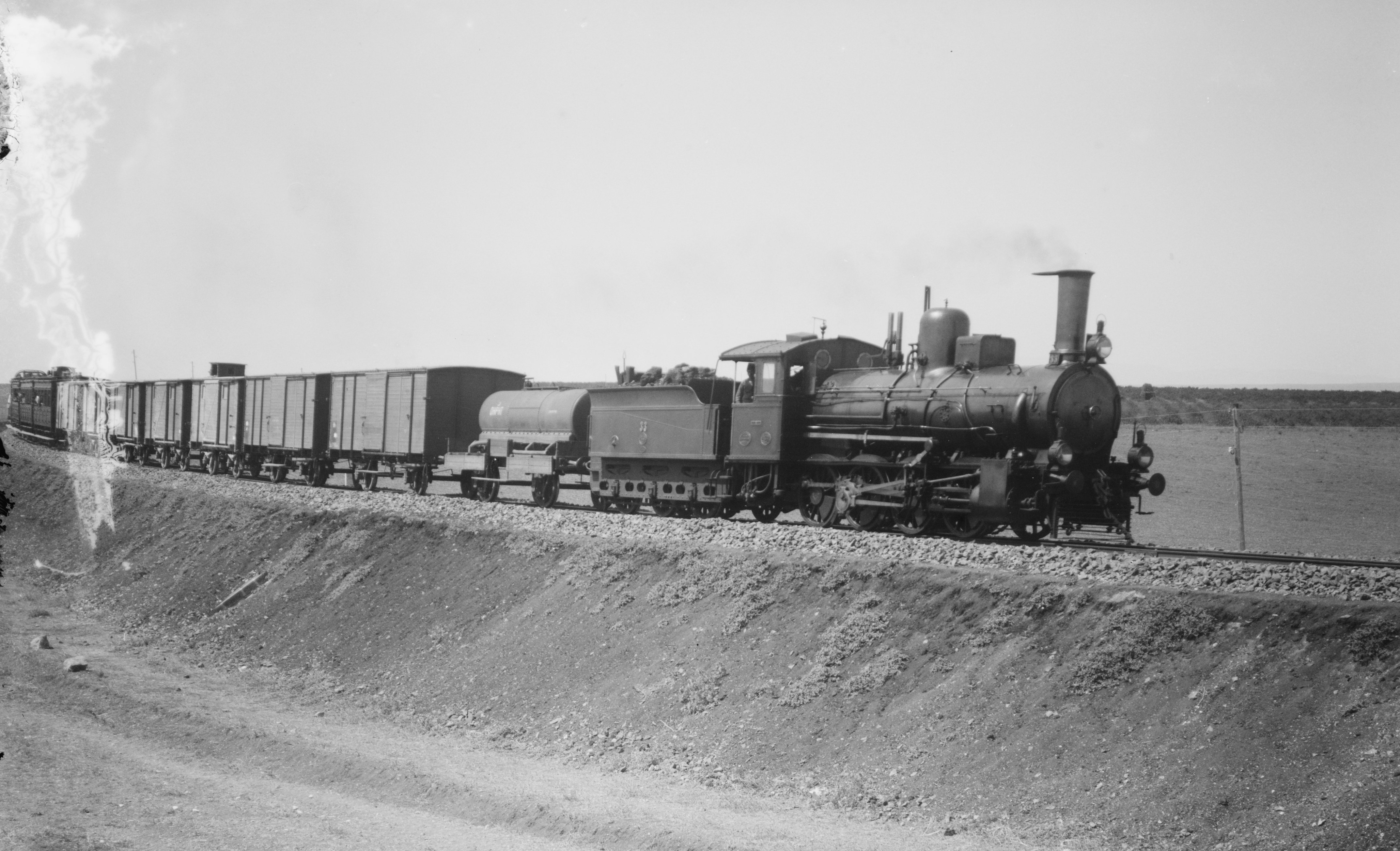
Trein van de Bagdadspoorweg voor de eerste Wereldoorlog.
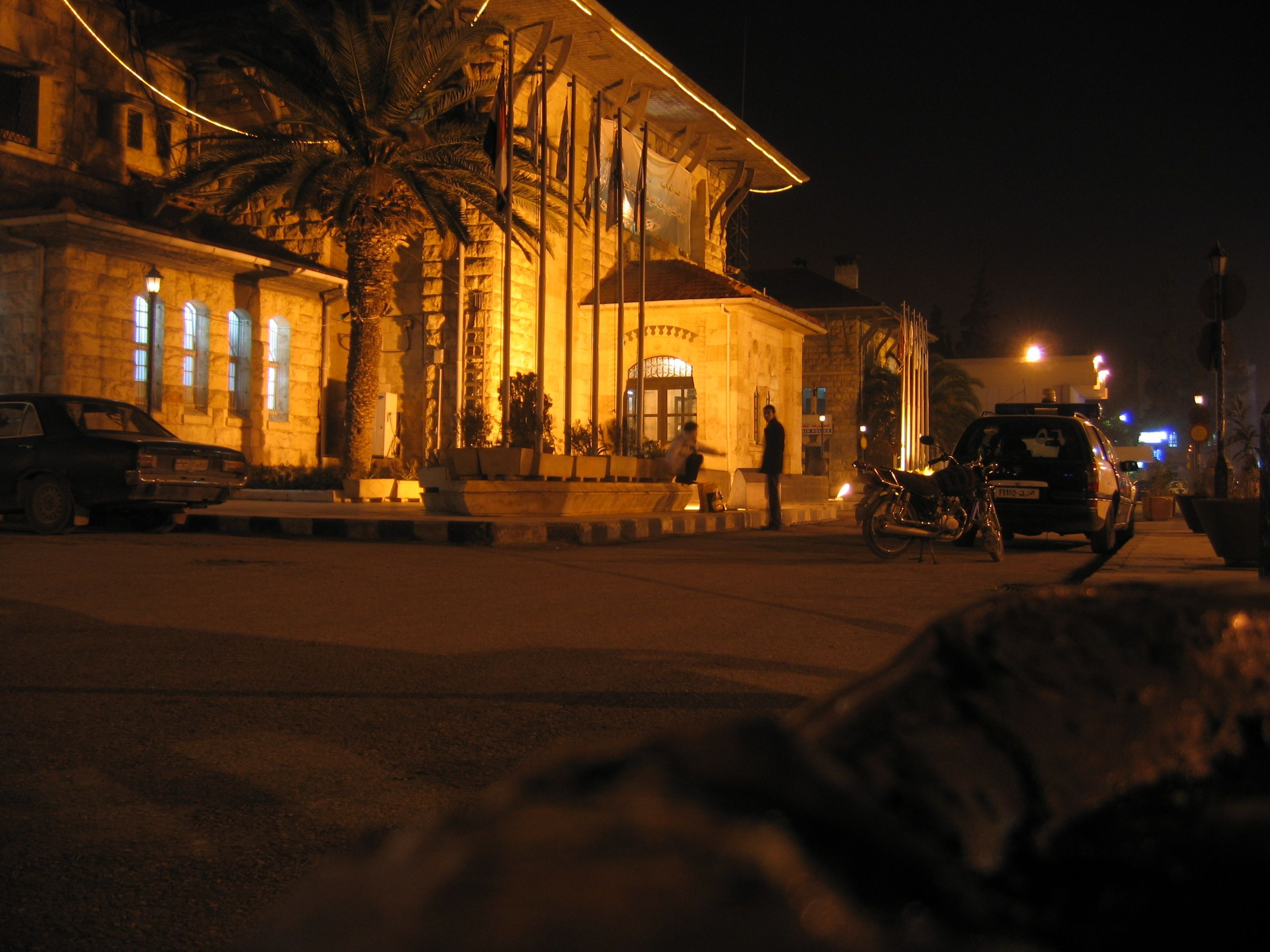
Bagdadstation in Aleppo
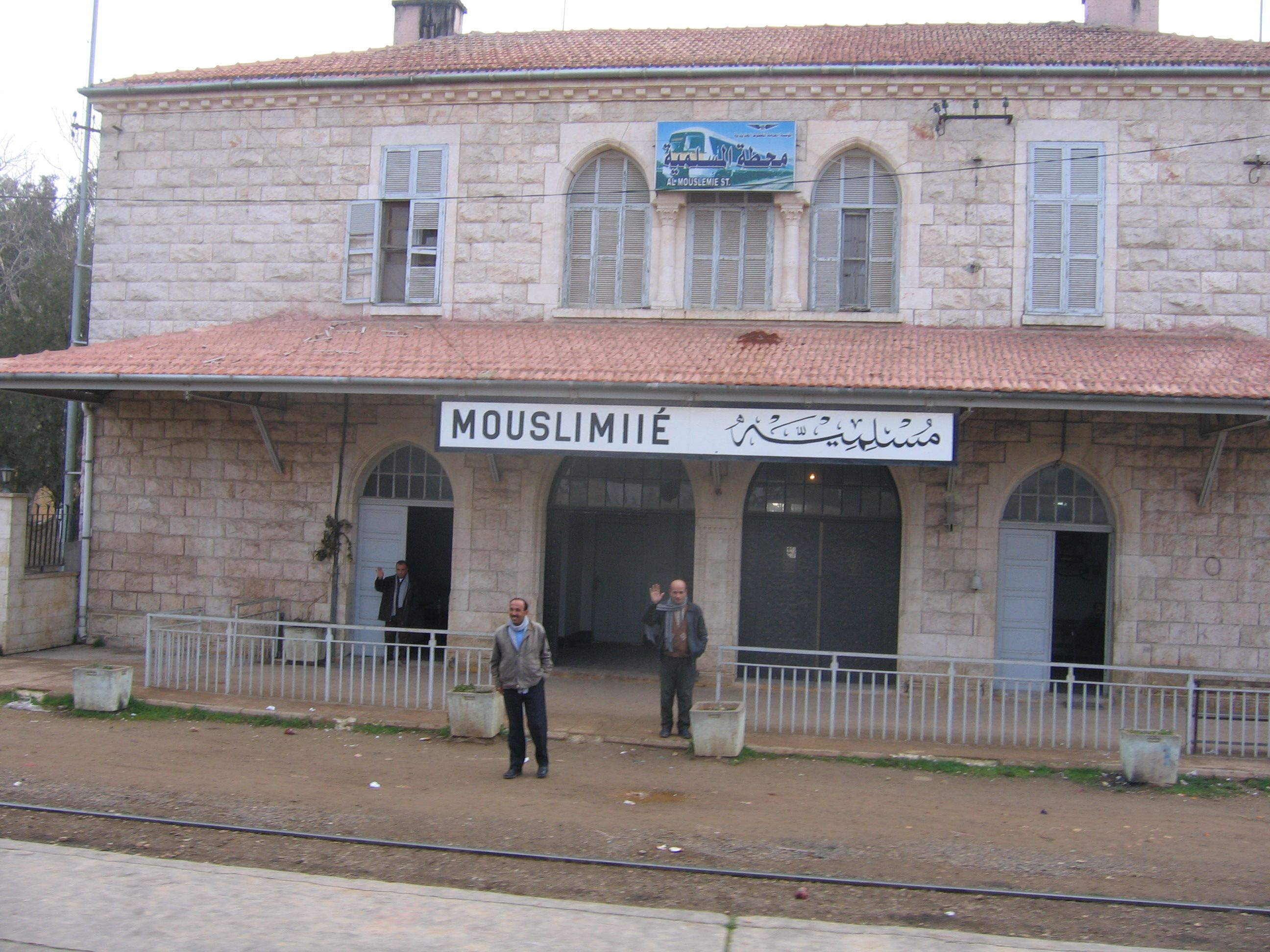
Station Muslimiyya (Mouslimié) in Syrië. Let op de verschillende transcripties op de naamborden.